# Vuelta Ciclista de la Juventud
La Vuelta Ciclista de la Juventud est une compétition amateur de cyclisme sur route par étapes qui se déroule en Uruguay depuis 1979.
Fondée par Nelson Hugo Sarantes et organisée par la Fédération cycliste de Montevideo, elle était réservée aux jeunes cyclistes de moins de 20 ans.
Depuis sa création, le Tour a été largement dominé par les coureurs d'Uruguay et l'Argentine, avec quelques victoires pour les concurrents brésiliens.

## Palmarès
| Année | Vainqueur             | Pays            | Équipe                       |
| 1979  | Óscar Sartore         | Uruguay         | Club Ciclista Maroñas        |
| 1980  | Sergio Corujo         | Uruguay         | San Antonio de Florida       |
| 1981  | Osmar Campezatto      | Brésil          | Federación de Brasil         |
| 1982  | Laercio Ipojuca       | Brésil          | Federación de Brasil         |
| 1983  | Carlos García         | Uruguay         | Club Ciclista Amanecer       |
| 1984  | Néstor Díaz           | Uruguay         | Club Ciclista América        |
| 1985  | Sergio Tesitore       | Uruguay         | Canelones Cycles Club        |
| 1986  | Sergio Tesitore       | Uruguay         | Club Ciclista Maroñas        |
| 1987  | Alejandro Beldoratti  | Argentine       | Federación Argentina         |
| 1988  | Hugo Pratisolli       | Argentine       | UPCN (Arg.)                  |
| 1989  | David Kenig           | Argentine       | Sevillano Competición (Arg.) |
| 1990  | José Castillo         | Uruguay         | Federación de Salto          |
| 1991  | Roberto Prezioso      | Argentine       | Club Ciclista Maroñas        |
| 1992  | Richard Fattigatti    | Uruguay         | España La Paz                |
| 1993  | Richard Fattigatti    | Uruguay         | Belo Horizonte               |
| 1994  | Martín Piñeyro        | Uruguay         | Alas Rojas                   |
| 1995  | Pedro Pablo Pérez     | Cuba            | Federación de Cuba           |
| 1996  | Osvaldo Frossasco     | Argentine       | Federación Argentina         |
| 1997  | Jorge Mesa            | Uruguay         | Audax                        |
| 1998  | Claudio Flores        | Argentine       | Federación Argentina         |
| 1999  | Jorge Libonatti       | Uruguay         | Club Ciclista Fénix          |
| 2000  | Néstor Pías           | Uruguay         | Club Ciclista Fénix          |
| 2001  | Lucas Sebastián Haedo | Argentine       | Federación Argentina         |
| 2002  | Mariano De Fino       | Uruguay         | Salto Nuevo                  |
| 2003  | Emanuel Yáñez         | Uruguay         | Unión Ciclista Maragata      |
| 2004  | José Luis Miraglia    | Uruguay         | Club Ciclista Fénix          |
| 2005  | Alejandro Alonso      | Uruguay         | Club Ciclista Amanecer       |
| 2006  | Carlos Manarelli      | Brésil          | Federación de Brasil         |
| 2007  | Fernando Méndez       | Uruguay         | Los Teros                    |
| 2008  | Josué Moyano          | Argentine       | San Juan (Arg.)              |
| 2009  | Ignacio Maldonado     | Uruguay         | Club Ciclista Fénix          |
| 2010  | Bilker Castro         | Uruguay         | Unión Ciclista de 33         |
| 2011  | Pedro Monroy          | Uruguay         | San Antonio de Florida       |
| 2012  | Agustín Moreira       | Uruguay         | Club Atlético Villa Teresa   |
| 2013  | Caio Godoy            | Brésil          | Confederación Brasileña      |
| 2014  | n'a pas eu lieu       | n'a pas eu lieu | n'a pas eu lieu              |
| 2015  | Nahuel Soares         | Uruguay         | Estudiantes El Colla         |
| 2016  | Diago Toledo          | Uruguay         | Club Ciclista Maldonado      |
| 2017  | n'a pas eu lieu       | n'a pas eu lieu | n'a pas eu lieu              |
| 2018  | n'a pas eu lieu       | n'a pas eu lieu | n'a pas eu lieu              |
| 2019  | Thomas Silva          | Uruguay         | Club Ciclista Maldonado      |
| 2020  | Thomas Silva          | Uruguay         | Club Ciclista Maldonado      |
| 2021  | n'a pas eu lieu       | n'a pas eu lieu | n'a pas eu lieu              |
| 2022  | Thomas Lucas          | Uruguay         | Unión 33-Vergara             |